# Bệnh ghẻ cóc
Bệnh ghẻ cóc hay còn gọi là bệnh Yaws là một chứng bệnh viêm da gây sưng lở, sần sùi gây ra ở da người do tác nhân là xoắn khuẩn Treponema pallidum pertenue gây ra. Bệnh ghẻ cóc chỉ gây tàn phế mà ít khi gây tử vong cho người bệnh.

## Đại cương
Bệnh ghẻ cóc là một căn bệnh mãn tính tái phát có thể kéo dài trong nhiều năm, bệnh không lây truyền qua đường tình dục và cũng không phải bệnh bẩm sinh. Bệnh ghẻ cóc có thể trở thành một bệnh mãn tính, tái phát bệnh sau 5-15 năm với tổn thương da, xương, khớp. Ở hầu hết bệnh nhân, khi bệnh ghẻ còn giới hạn ngoài da thì tổn thương tiêu hủy sớm xương khớp đã có thể xảy ra. Mặc dù các tổn thương có thể biến mất tự nhiên nhưng tình trạng nhiễm khuẩn thứ phát và thành sẹo là những biến chứng thường gặp. Bệnh có thể xảy ra ở mọi lứa tuổi nhưng 75% bệnh nhân là trẻ em dưới 15 tuổi và nhiều nhất ở nhóm trẻ 6-10 tuổi. Thông thường, bệnh ghẻ cóc này không xuất hiện ở các trung tâm đô thị. Bệnh gia tăng theo mùa, có chu kỳ, đặc biệt là vào mùa mưa, khí hậu nóng, độ ẩm cao, điều kiện vệ sinh môi trường không tốt, thiếu sự giám sát y tế. Ở Việt Nam, bệnh ghẻ cóc thường xuất hiện ở các tỉnh ven biển miền Trung, trong đó có Quảng Ngãi. Trong môi trường tự nhiên, xoắn khuẩn Treponema pertenue có thể tồn tại ở nhiều môi trường đa dạng, phong phú khác nhau như là đất, nước, các vùng đầm lầy. Xoắn khuẩn này thường xuất hiện nhiều vào mùa mưa, đặc biệt hiện diện rất nhiều ở các sang thương ghẻ cóc thời kỳ 1 và 2, đây là thời kỳ lây lan chính của bệnh ghẻ cóc.

## Triệu chứng
Người bị bệnh ghẻ cóc có tổn thương tiêu hủy mô mềm (biểu hiện trên da), sụn và xương khớp. Bệnh ghẻ cóc được phân thành bốn thời kỳ bệnh:
- Thời kỳ thứ nhứt: tổn thương ban đầu phát triển tại vị trí lây nhiễm
- Thời kỳ thứ nhì: xoắn khuẩn phát tán rộng rãi ở nhiều tổn thương da tương tự như trong tổn thương bệnh như ban đầu
- Thời kỳ thứ ba: thường không có triệu chứng nhưng tổn thương da có thể tái phát
- Thời kỳ thứ tư: là giai đoạn muộn, tổn thương xương, khớp và biến dạng mô mềm có thể xảy ra.

Trong bốn giai đoạn này thì các tổn thương da là biểu hiện đặc trưng của bệnh ghẻ cóc ở thời kỳ thứ nhứt và thời hai hay giai đoạn sớm, bệnh rất dễ lây. Ở thời kỳ muộn hay thời kỳ ba: có tổn thương tiêu hủy mô mềm, sụn, xương khớp nhưng bệnh không còn lây lan.

## Bệnh lạ Quảng Ngãi
Ở Việt Nam, vào năm 2012-2013, tại vùng Quảng Ngãi xuất hiện những ca bệnh nhân bị nhiễm bệnh lạ được các báo chí nước ngoài đưa tin về "Quảng Ngãi skin disease outbreak" (Bùng phát bệnh ngoài da ở Quảng Ngãi) bắt đầu vào tháng 4 năm 2012, nhiều nguồn báo chí đưa tin về một đợt bùng phát của một bệnh ngoài da chưa xác định ở huyện Ba Tơ của tỉnh Quảng Ngãi. Căn bệnh này được báo cáo là bắt đầu bằng phát ban trên da, và trong nhiều trường hợp có vẻ như đã dẫn đến tử vong vì bị ảnh hưởng do suy nội tạng. Tính đến ngày 21 tháng 4 năm 2012, căn bệnh này được báo cáo là đã làm ảnh hưởng đến 170 người và giết chết 19 người. Hãng thông tấn AP đưa tin Việt Nam đã yêu cầu sự hỗ trợ từ Tổ chức Y tế Thế giới. 
Một căn bệnh ngoài da khác chưa rõ nguyên nhân cũng được báo cáo ở huyện Sơn Hà, Quảng Ngãi vào đầu tháng 5 năm 2012. Kim loại nặng độc hại trong đất hoặc nấm mốc độc hại trên lúa được coi là nguyên nhân có khả năng xảy ra nhiều nhất. Một đợt bùng phát khác của cùng một căn bệnh ở khu vực Quảng Ngãi đã được báo cáo vào tháng 3 năm 2013. Báo chí trong nước đưa tin về bệnh lạ này với những triệu chứng trùng khớp như bệnh ghẻ cóc, nhiều giả thiết đặt ra đây là bệnh ghẻ cóc, nhưng Bộ Y tế Việt Nam cho rằng đây không phải là bệnh ghẻ cóc, mà là bệnh bệnh viêm da dày sừng. Nguyên nhân ban đầu được chẩn đoán là các loại gạo, ngũ cốc của người dân tộc bị nhiễm nấm mốc, người dân tộc ở huyện Ba Tơ thường ăn gạo lúa ủ bị nấm mốc, một khảo sát cho thấy khoảng 20% các mẫu gạo và ngũ cốc bị nhiễm nấm aspergillus, loại nấm sản sinh ra aflatoxin, độc tố có thể gây độc cho gan và làm tổn thương da.